# Menaforia indica
Menaforia indica är en stekelart som beskrevs av Gupta och Hari Om Saxena 1979. Menaforia indica ingår i släktet Menaforia och familjen brokparasitsteklar. Inga underarter finns listade i Catalogue of Life.